# Anemia hemolítica autoimune
A anemia hemolítica auto-imune ou anemia mediada imunologicamente é um tipo de anemia hemolítica e divide-se em em dois tipos principais, a anemia hemolítica de anticorpos reativos ao frio e a anemia hemolítica de anticorpos reativos ao calor, sendo esta a mais comum.

## Como ocorre
Após uma disfunção o corpo pode agir de forma errônea, podendo destruir as suas próprias células, quando essa reação auto-imune tem como alvo os eritrócitos, surge a anemia hemolítica auto-imune.

## Diagnóstico
Através de exame de sangue identifica-se anti-corpos que reajam possivelmente contra as eritrócitos.